# Semora langei
Semora langei är en spindelart som beskrevs av Cândido Firmino de Mello-Leitão 1947. Semora langei ingår i släktet Semora och familjen hoppspindlar. Inga underarter finns listade i Catalogue of Life.